# Sérvia-Velvendós
Sérvia-Velvendós (en grec : Δήμος Σερβίων - Βελβεντού) est un ancien dème situé dans la périphérie de Macédoine-Occidentale en Grèce. Il était issu de la fusion en 2011, dans le cadre du programme Kallikratis, entre les dèmes de Kamvoúnia, de Livaderó, de Sérvia et de Velvendós.
Il fut remplacé en 2019, dans le cadre du programme Clisthène I, par deux dèmes :
- Dème de Velvendós (el) ;
- Dème de Sérvia.